# Nabój .236 Navy
.236 Navy (6mm Lee Navy) – nabój karabinowy wprowadzony do uzbrojenia US Navy jednocześnie z karabinem Lee M1895 i ckm-em Colt M1895. Wycofany z uzbrojenia po przezbrojeniu marynarzy w karabiny Springfield M1903 kalibru .30-06 na początku XX wieku.